# Typhlolabia
Typhlolabia es un género de Diplura en la familia Japygidae. Se encuentra en Sudamérica.

## Especies
- Typhlolabia afer (Silvestri, 1948)
- Typhlolabia bidentata (Schäffer, 1897)
- Typhlolabia costala (González & Smith, 1964)
- Typhlolabia hirsuta (González & Smith, 1964)
- Typhlolabia larva (Philippi, 1863)
- Typhlolabia megalocera (Silvestri, 1902)
- Typhlolabia parca (Silvestri, 1948)
- Typhlolabia profunda (Smith, 1962)
- Typhlolabia riestrae (Silvestri, 1948)
- Typhlolabia talcae (Smith, 1962)
- Typhlolabia vivaldii (Silvestri, 1929)